# Vlajići
Vlajići (szerbül: Влајићи), település Bosznia-Hercegovinában, a Szerb Köztársaságban, Teslić községben.

## Fekvése
A település Bosznia-Hercegovina középső részének északi szélén, Dobojtól légvonalban 27, közúton 32 km-re délnyugatra, községközpontjától légvonalban 5, közúton 7 km-re délnyugatra, a Borja-hegység északkeleti lejtőin, a Gomjenica és mellékvize, a Duboki-patak mentén, 250-569 méteres magasságban található. Két fő településrésze Donji és Gornji Vlajići. A szeres típusú település további falvai Vujanović, Dolići, Bogdanići és Banja Vlajići. A település határa bükk-, tölgyerdőkben és fenyvesekben gazdag. Számos forrás és patak található itt. A termál ásványvíz forrása nem kiépített, az emberek primitív módon, gyógyításra használják.

## Népessége
| Nemzetiségi csoport | Népesség 1991 | Népesség 2013 |
| ------------------- | ------------- | ------------- |
| Szerb               | 810           | 334           |
| Bosnyák             | 0             | 0             |
| Horvát              | 4             | 1             |
| Jugoszláv           | 7             | 0             |
| Egyéb               | 18            | 1             |
| Összesen            | 839           | 336           |

## Története
A falu valószínűleg a vlachokról – Hercegovinából származó szerb anyanyelvű szarvasmarhatenyésztőkről kapta a nevét, akik a 16. században települtek be az Usora vidékére. A szerbek lakta település 1878-ig tartozott az Oszmán Birodalomhoz, ekkor a berlini kongresszus határozata alapján az Osztrák-Magyar Monarchia része lett. 1879-ben az első osztrák-magyar népszámlálás során a Tešanji járáshoz és Ranković községhez tartozó településnek 42 háztartása, 324 ortodox szerb és 7 muszlim lakosa volt. A monarchia szétesésével 1918-ban előbb a Szerb-Horvát-Szlovén Királyság, majd 1929-től a Jugoszláv Királyság része lett. Az 1929-es törvény értelmében, amikor Bosznia-Hercegovinát négy banovinára, Drinskára, Vrbaskára, Zetskára és Primorskára osztották, a település a Vrbaska banovina része lett, amelynek székhelye Banja Luka volt. 
Jugoszlávia megszállása után a Független Horvát Állam (NDH) része lett. Vlajići 36 lakosa halt meg a második világháborúban. Dolići faluban a horvát-muzulmán usztasák és honvédek 34 helyi lakost öltek meg 1943. január 25-én, ami Teslić térségének legsúlyosabb bűncselekménye volt a második világháború alatt. A második világháború után 1992-ig a település a szocialista Jugoszlávia keretében a Bosznia-Hercegovinai Népköztársaság része volt. Az 1992-1995-ös háborúban. 8 helyi VRS-katona vesztette életét. A daytoni egyezmény aláírása után a település Teslić község részeként a Szerb Köztársaság területéhez került. 

## Gazdaság
A lakosság mezőgazdasággal foglalkozik, egy részük pedig Teslići cégeknél és intézményeknél dolgozik. Vlajićan Németországban, Ausztriában és Teslićben is dolgozik.

## Infrastruktúra
A falut 1966-ban villamosították. A háború előtti években 1992-1995-ben vezették be a telefont, leaszfaltozták a Gomjenica–Teslić utat (4,1 km), valamint vízvezetéket építettek ki. A később a Đulić - Vujanović utat is aszfaltozták.

## Oktatás
- Az Ivo Andrić Általános Iskolát 1947-ben nyitották meg, a đulići „Ivo Andrić” általános iskola regionális iskolájaként működik. A tanulók nagyobb számban Teslićben, a többiek Đulićiban tanulnak tovább.[3]

## Nevezetességei
- Szent Demeter tiszteletére szentelt ortodox temploma Banja Vlajići településrészen áll. A templom építése 2002-ben kezdődött és 2007-ben fejeződött be. 2007. szeptember 9-én Vasilije (Kačavenda) Zvornik-Tuzla akkori püspöke felszentelte fel ünnepélyesen. Keletelt, félköríves apszisos egyhajós templom, nyugaton körkupolás templomtoronnyal, a templombejárat modern szerb-bizánci stílusban épült. A bejárati ajtó fölött Szent Demeter mozaikja látható. Az ortodox templomokra jellemző ikonosztázzal rendelkezik.[3]

- Szent György tiszteletére szentelt ortodox temploma 1997-ben épült.[3]